# Tithraustes
Tithraustes († nach 383 v. Chr.) war im 4. vorchristlichen Jahrhundert ein Hofminister und Feldherr des persischen Großreichs der Achämeniden.
Tithraustes war als Befehlshaber (Chiliarch) der „Apfelträger“ der höchste Minister des Großkönigs Artaxerxes II. Mnemon während des spartanisch-persischen Kriegs. Nachdem der Satrap von Phrygien, Pharnabazos, über den vermittelnden Konon den Satrap von Lydien, Tissaphernes, des Verrates angeklagt hatte, wurde Tithraustes 395 v. Chr. mit der Beseitigung des Tissaphernes beauftragt. Er ließ ihn in Kolossai enthaupten, um dessen Kopf an den Großkönig zu senden. Angeblich handelte er auch im Auftrag der Königinmutter Parysatis, die den Tod ihres Sohnes, Prinz Kyros, rächen wollte. Tithraustes übernahm darauf die Provinz Lydien mit der Hauptstadt Sardes. Von der Bedrohung durch die anwesenden Spartaner unter deren König Agesilaos II. kaufte er sich frei und ermutigte sie stattdessen, die Provinz des Pharnabazos anzugreifen, dem Tithraustes ebenfalls nicht wohlgesinnt war.
Nachdem aber Pharnabazos in der Seeschlacht von Knidos 394 v. Chr. die Flotte der Spartaner versenkt hatte, wurde Tithraustes’ Position unhaltbar, worauf er vom Großkönig an den Hof zurückbefohlen wurde. Er wurde in Sardes durch Tiribazos ersetzt.
Letztmals wird Tithraustes als einer der Feldherren (unter anderen auch Pharnabazos) eines Invasionsheeres genannt, dessen Angriff auf Ägypten aber zwischen 385 und 383 v. Chr. scheiterte.